# Rubin Dantschotter
Rubin Dantschotter, né le 18 février 1986 à Bruges en Belgique, est un footballeur belge qui joue au poste de gardien de but.

## Biographie
Gardien de but formé au Cercle Bruges KSV, il peine à y s'imposer et est prêté une saison au KSK Beveren en Division 2 belge avant de revenir au Cercle en 2009. Toujours en manque de temps de jeu, il se voit ensuite prêté successivement au KV Ostende en 2011, puis une saison au Sparta Rotterdam aux Pays-Bas,.
Ambitionnant de combiner une emploi classique avec le football, Rubin Dantschotter voudrait devenir représentant, il opte alors pour le football provincial et le VV Koekelare (nl).
Il effectue une dernière pige au SW Harelbeke en Promotion avant de raccrocher définitivement les crampons en 2014.